# Автоколивання

Механізм автоколивань.
S — джерело постійного (неперіодичного) впливу;
R — нелінійний регулятор автоколивань;
V — коливний елемент;
B — від'ємний зворотний зв'язок.

Автоколива́ння — коливання, амплітуда і період яких залежать від властивостей самої системи і не залежать від початкових умов, наприклад від початкового запасу енергії. Цим автоколивання відмінні від власних і вимушених коливань. 
Системи, в яких можливі автоколивання, називаються автоколивальними.

## Види автоколивних систем
До автоколивальних систем відносяться електронні генератори незгасаючих коливань, годинник, парова машина та інші. В кожній автоколивальній системі є постійне (не коливальне) джерело енергії: (батарея акумуляторів електронного генератора, пружина або гиря годинника та ін.). 
Втрати енергії в автоколивальній системі компенсуються лише надходженням енергії від джерела. Важливим є те, що автоколивальна система сама регулює надходження енергії від джерела і підтримує установлений режим коливань.

## Теорія автоколивань
Теорію автоколивань розробили радянські вчені О. О. Андронов, М. М. Боголюбов, М. М. Крилов, Л. І. Мандельштам, М. Д. Папалекссі та інші.